# Neoparoecus signatipes
Neoparoecus signatipes är en tvåvingeart som först beskrevs av Friedrich Hermann Loew 1856.  Neoparoecus signatipes ingår i släktet Neoparoecus och familjen lövflugor. Inga underarter finns listade i Catalogue of Life.